# マルコ・ウッチェリーニ
マルコ・ウッチェリーニ（Marco Uccellini）はイタリア初期バロック音楽の作曲家・ヴァイオリニスト。

## 生涯
生涯についてはほとんど分かっていない。1603年から1610年の間にフォルリンポポリで生まれたとされる。アシス神学校に学び、1641年から1662年までモデナのエステ家の宮廷楽長を務め、1647年から1665年までモデナ大聖堂の教会楽長も兼任。その後は没年までパルマ大公ファルネーゼ家の宮廷礼拝堂の楽長を務めた。1680年に逝去。
ウッチェリーニはヴァイオリニストとして、スコルダトゥーラや弓の技巧の開発に寄与した。

## 作品
ウッチェリーニは主に器楽曲の作曲家であり、以下のような作品を遺している。
- 器楽曲
  - シンフォニア《大戦争》 Sinfonia "La Gran Battaglia"
  - シンフォニア《いとも甘美なる女（ひと）》 Sinfonia "La Suavissiva"
  - いくつかのヴァイオリンと通奏低音のためのソナタ、シンフォニアとクーラント 作品2 Sonate, sinfonie et correnti, libro II (1639年)
  - いくつかのヴァイオリンと通奏低音のためのソナタ、アリアとクーラント 作品3 Sonate, arie et correnti, libro III (1642年)
  - いくつかのヴァイオリンと通奏低音のためのソナタ、クーラントとアリア Sonate, correnti et arie 作品4 (1645年)
  - ヴァイオリンと通奏低音のためのソナタもしくはカンツォーナ Sonate, over canzoni 作品5 (1649年)
  - ヴァイオリン、種々の楽器と通奏低音による音楽作品集《王者の余暇》作品7 Ozio regio: compositioni armoniche sopra il violino e diversi altri strumenti, bc, libro VII (1660年)
  - ヴァイオリンと通奏低音、任意の2本のヴァイオリンのための Sinfonie boscareccie 作品8 (ヴェネツィア 1660年、アントウェルペン 1669年) 
    - 作品8アントウェルペン版の無料PDF

  - いくつかのヴァイオリンのためのコンチェルト様式による短く易しいシンフォニア Sinfonici concerti brevi e facili 作品9 (1667年)
- 声楽曲、オペラ、バレエ
  - 1声および3声から5声のためのコンチェルタント様式による詩篇唱と、5声と通奏低音のための聖なるおとめマリアの連祷 作品6 (1654年)
  - バレエ《 Le navi d'Enea》（パルマ 1673年）
  - 歌劇《フィランドロからエデッサまでの出来事 Gli eventi di Filandro ad Edessa》 （パルマ初演 1675年）
  - 《 Il Giove d'Elide fulminato》（パルマ 1677年）